# Lena Park

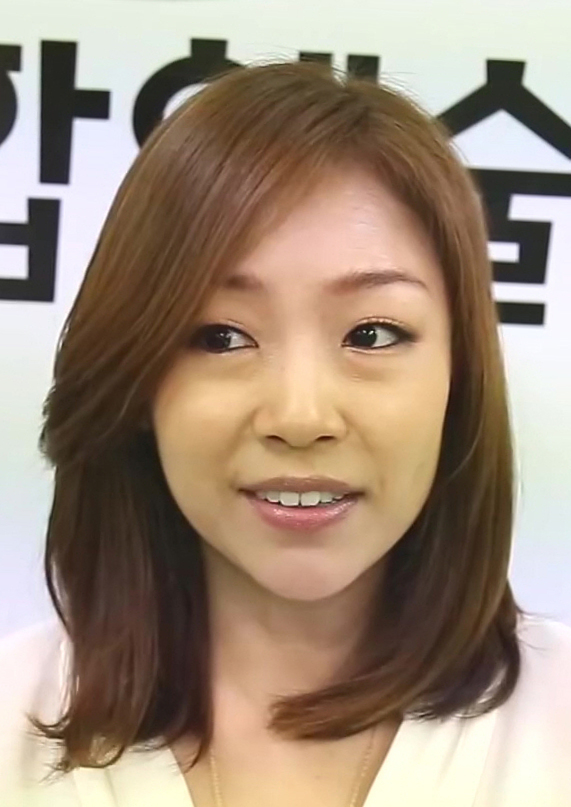

Lena Park, även känd som Park Jung-hyun (hangul: 박정현), född den 23 mars 1976 i Los Angeles i Kalifornien, är en koreansk-amerikansk pop-sångare. Hon har ansetts  en av de bästa kvinnliga sångerskorna i Sydkorea.

## Diskografi
Koreanska album
- Piece (1998)
- A Second Helping (1999)
- Naturally (2000)
- Op.4 (2002)
- On & On (2005)
- Come To Where I Am (2007)
- 10 Ways To Say I Love You (2009)
- Parallax (2012)

Special-album
- Special Album: Forever (2001)
- Best Album: The Romantic Story of Park Jung-hyun (2002
- Live Album: Live Op.4 Concert Project 4th Movement (2003)
- Live Album: Live Op.4 Concert Project 4th Movement (DVD) (2003)
- Park Jung-hyun - Cover Me Vol.1 (2010)
- Lena Park Forever [Reissue] (2011)
- Gift (2012)

Koreanska singlar
- "Against All Odds" (2006)
- 위태로운 이야기 (Witaeroun Iyagi, Precarious Stories) (2006)
- "No Break" (with Crown J) (2008)
- "Winter Kiss" (feat. Baek Chan of 8eight) (2008)
- "I Hope It Would Be That Way Now" (이젠 그랬으면 좋겠네) (2011)
- Spy Myung Wol (스파이 명월) OST Part.2 - "More Than Anyone Else in the World" (세상 그 누구보다) (2011)
- I'm A Vocalist Season 1 (나는 작사가다 Season 1) (2011)
- 2012 Seoul Nuclear Security Summit (서울 핵안보정상회의) - "Peace Song" (부제: 그곳으로) + Eng. Version (2011)
- We Got Married (우리 결혼했어요 세계판) - "My Everything" (Original TV Soundtrack) (2013)
- The Heirs Original Soundtrack Part 8 "My Wish" (마음으로만) (2013)
- Temptation OST Part.1 "You and I" (그대 그리고 나) (2014)
- Syncrofusion - Single (싱크로 퓨전) (2014)
- Syncrofusion Single Album (2014)
- Syncrofusion Vol.2 (Lena Park + Brand New Music - EP) (2014)
- Hwajeong OST Part 1 "The Person in My Heart" (가슴에 사는 사람) (2015)
- The Sound of Your Heart (마음의 소리 OST) Part.2 - "Just Right" (딱 좋아) (2016)
- "Courting" (연애중) (2017)

Japanska singlar
- "Fall In Love" (2004)
- "Sanctuary" (2005)
- "Subete no Mono ni Anata wo Omou" (すべてのものにあなたを思う) (2006)
- "Music" (2006)
- "Gold" (2006)
- "Ai no Jealousy" (2006)
- "Inori~You Raise Me Up~" (祈り～You Raise Me Up～) (2007)

Japanska album
- Another Piece (2004)
- Beyond the line (2005)
- COSMORAMA (2006)

Collaborations
- Player – The New Beginning (1998)
- Yoon Jong Shin – 7th (1999)
- Yoon Jong Shin – From The Beginning (2002)
- 2002 FIFA World Cup Official Album – Songs of Korea/Japan (2002)
- Kim Jin Pyo – 4th (2003)
- Na Won Ju – 1st (2003)
- Voice of Love Posse (2003)
- Kim Jin Pyo – Remasatering All About JP (2004)
- JHETT aka YAKKO for AQUARIUS – JHETT (Track 11: "Everything Inside Of Me feat. Lena Park") (2005)
- Psy - "What Would Have Been?" (어땠을까) on PSY 6甲, Part 1 (2012)